# 7400-serierne
7400-serierne er en fælles betegnelse for en række integrerede kredse indenfor digital elektronik. Den oprindelige 7400-serie rummede mere end hundrede forskellige komponenter, alle ens at se på i 14- eller 16-benede chips, mærket 7400, 7401, 7402 og så fremdeles. Nummeret fortæller hvilken logisk funktion, som kredsen kan udføre. Mange af kredsene i serien rummer op til 6 Gates, der kan udføre en funktion indenfor Boolsk algebra, mens andre rummer mere avancerede funtioner, sammensat af flere gates: Forskellige flip-flops, skifteregistre, countere m.m. Disse kredse kan sammensættes så de samlet udfører den eller de logiske funktioner, man ønsker af sit kredsløb. Serien er løbende blevet udvidet og rummer nu over 1000 forskellige kredse med hver sin funktion. Sideløbende med udviklingen af nye kredse er de eksisterende kredse også blevet udviklet i andre versioner: med lavere strømforbrug, med højere hastighed m.m. 74xx-serien er blevet en standard indenfor digital elektronik hvad funktioner og benforbindelser angår. Meget elektronik udvikles dog nu på et højere niveau, hvor man ikke samler et kredsløb med måske 5-10 chips, men bliver konstrueret i en særlig LSI-chip, der rummer alle funktioner og som nærmest kun kan benyttes til eet formål.
Fra ca. 1971 var der flere familier af 7400-serier af integrerede kredsløb, som drog nytte af populariteten fra bl.a. den oprindelige transistor–transistor logik (TTL) 7400-serie fra ca. 1963. Senere kom der flere familier af 7400-serier til, bl.a. baseret på TTL, TTL mikset med Schottky, TTL mikset med CMOS og ren CMOS. 7400-serierne kaldes også 74xx.
Adskillige generationer af ben-kompatible afledninger af den originale familie er siden blevet de facto standard elektroniske komponenter.
Cifrene "74" behøver ikke indgå i produktkoden for at blive regnet for en 7400-serie. Det er nok, at de integrerede kredsløb er ben-kompatible med en af 7400-serienes kredse. Selv integrerede kredsløb i mindre huse end DIL regnes stadig for at høre til 7400-familien. I dag (2015) kan man endda købe fx enkel NOT/(N)AND/(N)OR-gates (eller en multifunktionsgate), som ikke er ben-kompatible med den oprindelige 7400-serie, som alligevel henregnes som værende en del af 7400-familien.
Formålet med de nyere familier har været forbedringer med en blanding af:
- Lavere energiforbrug ved høj taktfrekvens.
- Lavere eller ultralavt energiforbrug ved lav taktfrekvens eller tomgang.
- Den nødvendige spændingsforsyning kan være kompatibel med den oprindelige TTL 7400-serie - eller ej.
- Mulig maksimal strømbelastning ved lav og/eller høj output signalniveau.
- Højere mulig taktfrekvens - dermed højere mulig logikhastighed.
- 7400-serie familien kan være input og/eller output signalniveau kompatibel med den oprindelige TTL 7400-serie - eller ej.
- Bedre temperaturinterval specificeret.
- Opfylde militær specificering.
- Robust overfor kosmisk stråling.

Langt de fleste systemer med CMOS baseret logik, vil bruge mindre energi per tid (effekt) end TTL og TTL med Schottky - selv ved høje system taktfrekvenser.

## Historisk
Den oprindelige 7400-serie af transistor–transistor logik (TTL) integrerede kredsløb var den mest populære familie af TTL integrerede kredsløb logik.
7400-serien erstattede hurtigt diode–transistor logik efter sin fremkomst i 1963-1966.
7400-serien blev bygget til minicomputere og mainframe computere i 1960'erne og 1970'erne.

## Afledte familier af 7400-serien
7400-seriens kredse blev konstrueret ved at anvende bipolare transistorer, som udgør hvad som kaldes transistor–transistor logic, som også forkortes til TTL. Nyere serier, er mere eller mindre kompatible funktionsmæssigt og signalniveaumæssigt med den oprindelinge 7400-serie, anvender CMOS-teknologi eller en kombination af CMOS og TTL kaldet (BiCMOS). Oprindeligt ydede de bipolare kredsløb højere hastighed, men brugte mere energi end den konkurrerende 4000-serie af CMOS-kredse. Bipolare kredse er også mere intolerant mht. spændingsforsyning, typisk 5 V, mens CMOS kredse ofte er væsentlig mere tolerante for spændingsforsyningen.
Militær specificerede (Milspec) kredsløb kan klare et bredere temperaturinterval og kan fås i 5400-serien. Texas Instruments fremstiller også strålings-hærdede kredsløb med præfiks RSN, og firmaet tilbyder bare mikrochip til integration i hybride kredsløb med et BL præfiks.

Normal-hastigheds TTL kredsløb var også tilgængelig for en tid via 6400-serien – disse kan klare et bredere industri temperaturinterval på −40 °C til +85 °C. Selvom firmaer såsom Mullard listede 6400-seriens kompatible kredsløb i 1970 databladene,
var der ingen omtale om 6400-serien i 1973 i Texas Instruments TTL Data Book. Nogle firmaer tilbød også bredere industrielle temperaturintervaller industrial med produktkoderne fra 7400-serien med præfiks eller suffiks som indikerede temperaturintervals klassificering.
Selvom integrerede kredsløb i 7400-serien blev lavet i forskellige teknologier, var de sædvanligvis bagudkompatible med de oprindelige TTL-kredses signaleringsspændingsniveauer og forsyningsspændingsniveauer. Et integreret kredsløb lavet i CMOS er ikke en TTL-chip, da den anvender felteffekttransistorer (FETs) og ikke bipolare transistorer, men lignende produktkoder bevares for at kunne identificere lignende logiske funktioner og elektrisk (forsyningsspænding og I/O-signalniveau) kompatibilitet i de forskellige underfamilier.
Over 40 forskellige logik underfamilier anvender denne standardiserede produktkodning.
- Bipolare
  - 74 – Standard TTL. Den originale logik familie havde ingen bogstaver mellem "74" og kredsløbsnummeret. 10 ns gate forsinkelse, 10 mW "tomgangs" (ved nul Hz taktfrekvens) effektbelastning, 4,75–5,25 V, frigivet i 1966.[9]
  - 74L – Laveffekt. Større resistorer gav 1 mW "tomgangs" effektbelastning på bekostning den langsommere 33 ns gate forsinkelse. Forældet, erstattet af 74LS eller CMOS teknologi. Introduceret i 1971.[10]
  - 74H – High-speed; højhastighed. 6 ns gate forsinkelse men "tomgangs" 22 mW effektbelastning. Anvendt i 1970'ernes æraens supercomputere. Stadig produceret, men normalt afløst af 74S-serien. Introduceret i 1971.
  - 74S – High-speed Schottky; højhastighed Schottky. Implementeret med Schottky dioder i inputs for at minske ladningsforsinkelsen, dette giver hurtigere ydelse end 74- og 74H-serierne på bekostning af øget effektbelastning og pris. 3 ns gate forsinkelse, 20 mW "tomgangs" effektbelastning, introduceret i 1971.
  - 74LS – Low-power Schottky; laveffekt Schottky. Implementeret ved at anvende samme teknologi som 74S men med reduceret effektbelastning og skiftehastighed. Typisk 10 ns gate forsinkelse, forbavsende lav (dengang) 2 mW "tomgangs" effektbelastning, 4,75–5,25 V.
  - 74AS – Advanced Schottky, den næste iteration af 74S-serien med højere hastighed og fan-out på trods af lavere effektbelastning. Implementeret ved at anvende 74S's teknologi med "miller killer" kredsløb for at øge lav-til-høj hastighedsskiftet. 1,7 ns gate forsinkelse, "tomgang" 8 mW, 4,5–5,5 V.
  - 74ALS – Advanced low-power Schottky. Samme teknologi som 74AS, men med hastighed/effektbelastning tradeoff fra 74LS. 4 ns, "tomgang" 1,2 mW, 4,5–5,5 V.
  - 74F – Fast. Fairchild's version of TI's 74AS. 3,4 ns, "tomgang" 6 mW, 4,5–5,5 V. Introduceret i 1978.
- CMOS - alle CMOS-familier har langt lavere effektbelastning ved lavere taktfrekvenser end alle TTL-familier
  - 74C – CMOS 4–15 V; sammenlignelig med buffered 4000-serien (4000B). "Tomgang" effektbelastning Fairchild MM74C74: Typisk 50nW @10V, maksimalt 600uW.
  - HC – High-speed CMOS, sammenlignelig højhastighedsydelse som LS, 12 ns. 2,0–6,0 V. Fx NXP's 74HC74 maksimalt 420uW @6V i "tomgangs" effektbelastning.
  - HCT – High speed, har samme (og dermed kompatible) signaleringsniveauer som den bipolare 7400-serie.
  - AC – Advanced CMOS, højhastighedsydelse mellem 74S og 74F.
  - ACQ – Advanced CMOS med Quiet outputs.
  - AHC – Advanced high-speed CMOS, tre gange hurtigere end HC, tolerant overfor 5,5V på input.
  - ALVC – Lavspænding (LV; Low-Voltage) – 1,8–3,3 V, total gate-forsinkelse (eng. Total Propagation Delay; TPD) < 3 ns ved 3,3 V.
  - ALVT – Lavspænding – 2,5–3,3 V, 5 V tolerante inputs, højstrøms output ≤ 64 mA, TPD < 3 ns med 2,5 V.
  - AUC – Lavspænding – 0,8–2,5 V, TPD < 2,5 ns ved 1,8 V.
  - AUP – Lavspænding – 0,8–3,6 V (3,3 V typisk), TPD 15,6/8,2/4,3 ns ved 1,2/1,8/3,3V, delvis power-down specifieret (IOFF), inputs beskyttede.
  - AVC – Lavspænding – 1,8–3,3 V, TPD < 3,2 ns ved 1,8 V, bus hold, IOFF.
  - FC – Fast CMOS, ydelse svarende til F.
  - LCX – CMOS med 3 V forsyningsspænding og 5 V tolerant inputs.
  - LV – Lavspænding CMOS – 2,0–5,5 V forsyningsspænding og 5 V tolerante inputs.
  - LVC – Lavspænding – 1,65–3,3 V og 5 V tolerante inputs, TPD < 5,5 ns ved 3,3 V, TPD < 9 ns ved 2,5 V.
  - LV-A – 2,5–5 V, 5 V tolerante inputs, TPD < 10 ns ved 3,3 V, bus hold, IOFF, lavstøj.
  - LVT – Lavspænding – 3,3 V forsyningsspænding, 5 V tolerante inputs, højstrøms output < 64 mA, TPD < 3,5 ns ved 3,3 V, IOFF, lavstøj.
  - LVQ – Lavspænding – 3,3 V.
  - LVX – Lavspænding – 3,3 V med 5 V tolerante inputs.
  - VHC – Very-High-speed CMOS – "S" ydelse i CMOS teknologi og effektbelastning.
- BiCMOS
  - BCT – BiCMOS, TTL-kompatible input signaleringsniveauer, anvendt til buffere.
  - ABT – Advanced BiCMOS, TTL-kompatible input signaleringsniveauer, hurtigere end ACT og BCT.

Mange kredsløb i CMOS HC, AC og FC familierne fås også i "T" versioner (HCT, ACT og FCT) som har input signaleringsniveauer, som er kompatible med både TTL og 3,3 V CMOS signaleringsniveauer. Ikke-T kredsløb har konventionelle CMOS input signaleringsniveauer.
Gennem de sene 1980'ere og 1990'ere kom de nyere versioner af disse familier for at understøtte de lavere forsyningsspændinger som anvendtes i CPU-kredsløb.
| Parameter   | 74C | 74HC | 74AC | 74HCT | 74ACT | Enheder |
| ----------- | --- | ---- | ---- | ----- | ----- | ------- |
| (VDD = 5 V) |     |      |      |       |       |         |
| VIH (min)   | 3,5 | 3,5  | 3,5  | 2,0   | 2,0   | V       |
| VOH (min)   | 4,5 | 4,9  | 4,9  | 4,9   | 4,9   | V       |
| VIL (max)   | 1,5 | 1,0  | 1,5  | 0,8   | 0,8   | V       |
| VOL (max)   | 0,5 | 0,1  | 0,1  | 0,1   | 0,1   | V       |
| IIH (max)   | 1   | 1    | 1    | 1     | 1     | μA      |
| IIL (max)   | 1   | 1    | 1    | 1     | 1     | μA      |
| IOH (max)   | 0,4 | 4,0  | 24   | 4,0   | 24    | mA      |
| IOL (max)   | 0,4 | 4,0  | 24   | 4,0   | 24    | mA      |
| TP (max)    | 50  | 8    | 4,7  | 8     | 4,7   | ns      |

## 74LVC multifunktionsgate
Der eksisterer to 74LVC multifunktionsgates kaldet 74LVC1G97 og 74LVC1G98 med 1,65 V til 5,5 V forsyningsspænding. Begge har tre Schmitt-trigger indgange og kan udføre to-input gate funktionerne MUX (multipleksning), AND, OR, NAND, NOR (med eller uden invertering af en input) - og en-input gate funktionerne inverter og buffer.